# Kamisama Minarai: Himitsu no Cocotama
Kamisama Minarai: Himitsu no Cocotama (かみさまみならい ヒミツのここたま) là một bộ anime của hãng OLM sản xuất năm 2015. Bộ anime gồm 147 tập.